# Танстолл, Фред
Фред Танстолл (англ. Fred Tunstall; 28 мая 1897 — 21 июля 1971) — английский футболист, левый крайний нападающий. Наиболее известен по выступлениям за клубы «Шеффилд Юнайтед» и «Галифакс Таун», а также за сборную Англии. После завершения карьеры игрока был главным тренером клуба «Бостон Юнайтед».

## Клубная карьера
Уроженец Дарфилда (Западный райдинг Йоркшира), Танстолл начал футбольную карьеру в молодёжной команде «Дарфилд Сент-Джорджес». В 1920 году стал игроком клуба «Сканторп энд Линдзи Юнайтед», выступавшего в Мидлендской лиге. 4 декабря 1920 года перешёл в клуб Первого дивизиона «Шеффилд Юнайтед» за сумму в 1000 фунтов стерлингов (рекорд по сумме, полученной клубом, не входившим в Футбольную лигу Англии). Провёл в клубе 12 сезонов, сыграв в общей сложности 491 матч и забив 135 голов во всех официальных турнирах. В сезоне 1924/25 помог «клинкам» выиграть Кубок Англии, забив единственный гол в финале против «Кардифф Сити».
В феврале 1933 году стал игроком клуба Третьего северного дивизиона «Галифакс Таун». Провёл в клубе четыре сезона, сыграв 105 матчей и забив 40 голов в рамках лиги.
В июле 1936 года перешёл в клуб Мидлендской лиги «Бостон Юнайтед», став там играющим тренером. Играл до 1940 года.

## Карьера в сборной
14 апреля 1923 года дебютировал за сборную Англии в матче Домашнего чемпионата против сборной Шотландии. Всего провёл за сборную 7 матчей.
Также провёл 4 матча за сборную Футбольной лиги и 3 матча за «сборную профессионалов» в Суперкубке Англии (1923, 1924, 1926).

### Список матчей за сборную
| № | Дата            | Стадион                   | Соперник  | Результат | Турнир                                      |
| - | --------------- | ------------------------- | --------- | --------- | ------------------------------------------- |
| 1 | 14 апреля 1923  | «Хэмпден Парк», Глазго    | Шотландия | 2:2       | Домашний чемпионат Великобритании 1922/1923 |
| 2 | 20 октября 1923 | «Уиндзор Парк», Белфаст   | Ирландия  | 1:2       | Домашний чемпионат Великобритании 1923/1924 |
| 3 | 3 марта 1924    | «Ивуд Парк», Блэкберн     | Уэльс     | 1:2       | Домашний чемпионат Великобритании 1923/1924 |
| 4 | 12 апреля 1924  | «Уэмбли», Лондон          | Шотландия | 1:1       | Домашний чемпионат Великобритании 1923/1924 |
| 5 | 17 мая 1924     | «Персен», Париж           | Франция   | 3:1       | Товарищеский матч                           |
| 6 | 22 октября 1924 | «Гудисон Парк», Ливерпуль | Ирландия  | 3:1       | Домашний чемпионат Великобритании 1924/1925 |
| 7 | 4 апреля 1925   | «Хэмпден Парк», Глазго    | Шотландия | 0:2       | Домашний чемпионат Великобритании 1924/1925 |

Итого: 7 матчей / 0 голов; 2 победы, 2 ничьи, 3 поражения

## Тренерская карьера
После завершения карьеры игрока работал главным тренером клуба «Бостон Юнайтед» до 1948 года. Затем работал в клубе на других тренерских должностях. Впоследствии вновь руководил командой с 1952 по 1954 год и с 1964 по 1965 год.

## Достижения
Шеффилд Юнайтед
- Обладатель Кубка Англии: 1925

Сборная профессиональных футболистов
- Обладатель Суперкубка Англии: 1923, 1924